# Fundamentos da Física
Fundamentos de Física (em inglês:  Fundamentals of Physics) é uma série de livros utilizados em cursos de física, de autoria de David Halliday, Robert Resnick e Jearl Walker. Teve sua primeira edição na década de 1970, estando a versão em inglês e português na décima-segunda edição. É um livro texto amplamente adotado em universidades há vários anos, abordando diversas áreas da física como mecânica, ondulatória, termodinâmica, eletromagnetismo, óptica e relatividade.
Volume 1
Cap 1. Medição
Cap 2. Movimento Retilíneo
Cap 3. Vetores
Cap 4. Movimentos em Duas e Três Dimensões.
Cap 5. Força e movimento 1
Cap 6. Força e movimento 2
Cap 7. Energia cinética e trabalho.
Cap 8. Energia potencial e conservação da energia
Cap 9. Centro de massa e Momento Linear
Cap 10. Rotação
Cap 11. Rolamento, Torque, Momento Angular.
Volume 2
Cap 12. Equilíbrio e elasticidade.
Cap 13. Gravitação
Cap 14. Fluidos.
Cap 15. Oscilações
Cap 16. Ondas 1
Cap 17. Ondas 2
Cap 18. Temperatura, Calor e a Primeira lei da termodinâmica.
Cap 19. A teoria cinética dos gases.
Cap 20. Entropia e a Segunda lei da termodinâmica.
Volume 3
Cap 21. Carga elétrica.
Cap 22. Campos elétricos.
Cap 23. Lei de Gauss.
Cap 24. Potencial Elétrico.
Cap 25. Capacitância.
Cap 26. Corrente e resistência
Cap 27. Circuitos.
Cap 28. Campos magnéticos
Cap 29. Campos Magnéticos produzidos por correntes
Cap 30. Indução e Indutância.
Cap 31. Oscilações Eletromagnéticas.
Cap 32. Equações de Maxwell; Magnetismo da matéria
Volume 4
Cap 33. Ondas Eletromagnéticas.
Cap 34. Imagens.
Cap 35. Interferência
Cap 36. Difração
Cap 37. Relatividade.
Cap 38. Fótons e Ondas de Matéria
Cap 39. Mais sobre ondas de matéria
Cap 40. Tudo sobre átomos.
Cap 41. Condução de Eletricidade em Sólidos
Cap 42. Física Nuclear
Cap 43. Energia do núcleo
Cap 44. Quarks, Léptons e o Big Bang